# Анда (Нижегородская область)
А́нда — село в Сергачском районе Нижегородской области России. В рамках организации местного самоуправления входит в Сергачский муниципальный округ.

## Топоним
Название села происходит от реки, на берегу которой оно находится.
Прежнее название — деревня Токбулатова.

## География
Село находится в юго-восточной части области, в зоне хвойно-широколиственных лесов, при реке Анда (приток Пьяны).

### Климат
Климат характеризуется как умеренно континентальный, с коротким тёплым летом и холодной снежной зимой. Среднегодовая температура — 3,6 °C. Средняя температура воздуха самого тёплого месяца (июля) — 20 — 22 °C; самого холодного (января) — −11,5 °C. Среднегодовое количество атмосферных осадков составляет 450—500 мм, из которых большая часть выпадает в тёплый период.

## История
В 1620 году источник фиксирует наличие в Курмышском уезде на реке Анде татарской деревни Токбулатовой, причём это упоминание содержится в документах 1804 года, относящихся к процессу разрешения проблем землепользования служилых татар в деревне Анде 17 века, что и позволяет идентифицировать Токбулатову с современной Андой. В 1620 году Токбулатова отмечена как уже существующая деревня, где имеется 13 дворов под общим предводительством Конгилды Корзичева. В октябре 1620 эти 13 домохозяев и ещё 17 человек получают пустоши близ Токбулатовой, и всего там становятся 30 служилых татар. Изложенное означает, что Токбулатова (Анда) возникла задолго до 1620 года, и её основателем можно считать некоего Токбулата, которого в деревне нет в 1620 году, а её служилых татар к тому времени возглавляет упомянутый К. Корзычев. Тогда же землями в Анде располагал Богдан мурза Мустафин, о чём позволяет судить грамота Михаила Федоровича, жаловавшего ему в 1620 году дополнительные 60 четвертей в запьянье на диком поле под названием Анда. Токбулатова будет фигурировать в источниках после 1639 года.
Известно, что в 1620 году близ нынешнего села были владения татарина Богдана Мустафина. В «отказах» Богдану мурзе Мустафину сказано, что «именем Михаила Фёдоровича» он получает земли за службу на реке Сытине в Запьянье на Диком поле в размере 60 четвертей. Кроме того, ему тогда же были выделены земли «Залесного стана пустоши».
К концу XVIII века в А́нде было 64 двора и 409 жителей (из них 200 мужчин, 209 женщин). Наличие мечети и собственных имамов документально зафиксировано с 1790 года, когда на средства крестьян был возведен храм, ставший центром религиозной жизни деревни. Салих Исангулов и Сабин Салеков «исправно отправляли духовные требы», находясь на содержании общины и получая по 60 рублей в год. В 1821 году в соборную мечеть по указу Оренбургского Духовного собрания имамом был назначен Алий Биккулов 31 года. Он находился на этом посту достаточно долго.
В 1862 г. общество избрало муллой Шарафетдина. Уважаемый имам достойным образом исполнял свои обязанности. Число прихожан к тому времени увеличилось, и возникла необходимость избрать образованного человека в помощники Ш. Невретдинову. Поэтому в 1868 г. вторым муллой был определён в мечеть Аксян Ишмуратов. Вести службу было доверено так же и отцу первого имама — Невретдину Сюбуранкулову. В то время (начиная 1822 г.) азанчеем прихода являлся Жедихан.
Конец XIX века ознаменовался активным строительством новых культовых сооружений. В апреле 1887 г. губернскими властями были утверждены чертежи для возведения в Анде второй соборной мечети. Вскоре, около 1889 г., часть мусульман решила выстроить третью мечеть. Однако муллы первого и второго приходов высказали своё несогласие с этим решением. В своем обращении к властям имамы указывали на то, что община «не содержит уже существующие мечети в должном порядке», а инициатором постройки выступает азанчей, желающий удовлетворить свои амбиции.
Тем не менее, к 1898 г., мусульмане имели уже в своем распоряжении три храма. Их посещало более 2000 верующих. Духовными лидерами общины являлись: в первой мечети — прежний мулла Ш. Невретдинов; во второй — братья Насибулла и Юсип Аксяновы; в третьей — сын азанчея первого прихода Шарафетдин Жедиханов (1860 года рождения). Имамы активно занимались религиозным образованием подрастающего поколения. Здесь в конце 70-х гг. действовало мектебе с числом учащихся 15 человек. Кроме него при мечети действовала, созданная по решению земства, женская школа с обучением девочек рукоделию.

### Административно-территориальная принадлежность
До 2009 года административный центр и единственный населённый пункт Андинского сельсовета. 
В 2009-2022 годах в составе Богородского сельсовета. Законом Нижегородской области от 28 августа 2009 года № 132-З сельские поселения Андинский сельсовет и Богородский сельсовет объединены в сельское поселение Богородский сельсовет.
Законом от 4 мая 2022 года Сергачский муниципальный район и все входившие в его состав поселения были упразднены и объединены в Сергачский муниципальный округ.

## Население
| 2002 | 2010 |
| ---- | ---- |
| 445  | ↘212 |

## Известные уроженцы, жители
- Фаттахов, Лотфулла Абдульменович (1918—1981) — российскийхудожник.
- Садиков, Дамир Маратович (род. 1991) — российский футболист.

## Инфраструктура
Личное подсобное хозяйство с зоной сельскохозяйственного использования, индивидуальная застройка усадебного типа.
Основа экономики — сельское хозяйство.

## Транспорт
Остановка общественного транспорта «Анда» расположена в центре села.